# Edmund Montfort
Sir Edmund Montfort of Coleshill († 1494) war ein englischer Ritter.

## Leben
Sir Edmund Montfort war ein englischer Ritter und Soldat, der in den Rosenkriegen kämpfte und treu zum Haus Lancaster stand.
Unter König Heinrich VI. begann er seine Karriere 1444 als Esquire of the Kings Household und behielt diese Position bis 1460.
Er kämpfte 1461 bei der Schlacht von Towton und floh anschließend mit Heinrich VI. und Margarete von Anjou nach Schottland und folgte Königin Margaret danach ins Exil nach Frankreich. Von 1460 bis 1471 war er Esquire of the Queens Household.
Im Juli 1461, nach der Krönung Eduard IV. verlor er in England seine Rechte (engl. Bill of Attainder).
Laut manchen Quellen kehrte Sir Edmund zwischen 1471 und 1475 nach England zurück und arrangierte sich mit dem herrschenden Haus York und wurde 1475 Kammerherr (Chamberlain) bei Henry Stafford, 2. Duke of Buckingham, definitiv muss er aber spätestens 1485 zusammen mit Jasper Tudor und Henry Tudor, dem späteren Heinrich VII. aus Frankreich zurückgekehrt sein, da er für Henry Tudor bei der Schlacht von Bosworth kämpfte.
Nach der Schlacht von Bosworth wurde Sir Edmund voll rehabilitiert und war von 1485 bis 1494 Kammerherr bei Jasper Tudor, dem Duke of Bedford und Verwalter von Thornbury.
Zusammen mit Jasper Tudor wurde Sir Edmund in den Jahren 1491/92 mehrmals mit administrativen  - und Ordnungsaufgaben in Wales und den Grafschaften an der Grenze beauftragt und übernahm für Jasper Tudor auch die Aufsicht über einige Liegenschaften.
Sir Edmund Montfort starb 1494.

## Familie
Die Eltern von Sir Edmund Montfort waren Sir William Montfort und Joan, Tochter des William Alderwich.

## Ehe
Edmund Montfort war verheiratet mit Elizabeth FitzHugh, Tochter des Henry FitzHugh, 3. Baron FitzHugh. Die Ehe blieb kinderlos.